# Apiwat Pengprakon
Apiwat Pengprakon (tiếng Thái: อภิวัฒน์ เพ็งประโคน, sinh ngày 22 tháng 8 năm 1988), là một cầu thủ bóng đá người Thái Lan thi đấu ở vị trí tiền đạo và cho câu lạc bộ Giải bóng đá Ngoại hạng Thái Lan Ubon UMT United.